# Callochiton perscrutandus
Callochiton perscrutandus is een keverslakkensoort uit de familie van de Callochitonidae. De wetenschappelijke naam van de soort is voor het eerst geldig gepubliceerd in 1929 door Iredale & Hull.